# Жетъсуска област
Жетъсуска област (на казахски: Жетісу облысы; на руски: Жетысуская область) е една от 17-те области на Казахстан, разположена в югоизточната част на страната. Образувана е през 2022 г. с обособяването на 10 от районите на Алматинска област. Адмнистративен център на областта е Талдъкорган.

## Историческа справка
Областта е образувана на 8 юни 2022 година с указ на президента на Казахстан от 4 май 2022 година. Жетъсуската област съответства на бившата Талдъкорганска област, заличена през 1997 година.

## Географска характеристика
Жетъсуска област заема югоизточната част на Казахстан. На изток граничи с КНР, на юг – с Киргизстан, на запад – с Алматинска област, на северозапад – с Карагандинска област и на север с Абайска област. В тези си граници заема площ от 118 500 km².

## Население
По данни от 1 август 2022 година населението на областта е 698 987 души.

## Административно-териториално деление
Жетъсуска област се дели на 8 административни района и 2 града с областно значение.
Райони
1. Аксуйски район с административен център с. Жансугуров
2. Алаколски район с административен център гр. Ушарал
3. Ескелдински район с административен център с. Карабулак
4. Караталски район с административен център с. Ущобе
5. Кербулакски район с административен център с. Саръозек
6. Коксуски район с административен център с. Балпък Би
7. Панфиловски район с административен център гр. Жаркент
8. Саркандски район с административен център гр. Сарканд

Градове с областно значинение
- 9. Талдъкорган
- 10. Текели